# 厄賴弗爾高地
厄賴弗爾高地（英語：Arrival Heights）是南極洲的高地，位於羅斯島的哈特角半島西部，處於哈特角半島以北，由英國探險隊發現和命名，現時由南極條約體系管理。